# Gaston de La Touche
Pour les articles homonymes, voir Gaston de la Touche et La Touche (homonymie).
Gaston de La Touche, dit aussi Gaston La Touche, né Marie Paul Gaston Chochon-Latouche le 22 octobre 1854 à Saint-Cloud et mort le 12 juillet 1913 à Paris (7e arrondissement), est un peintre, graveur, illustrateur et sculpteur français.

## Biographie

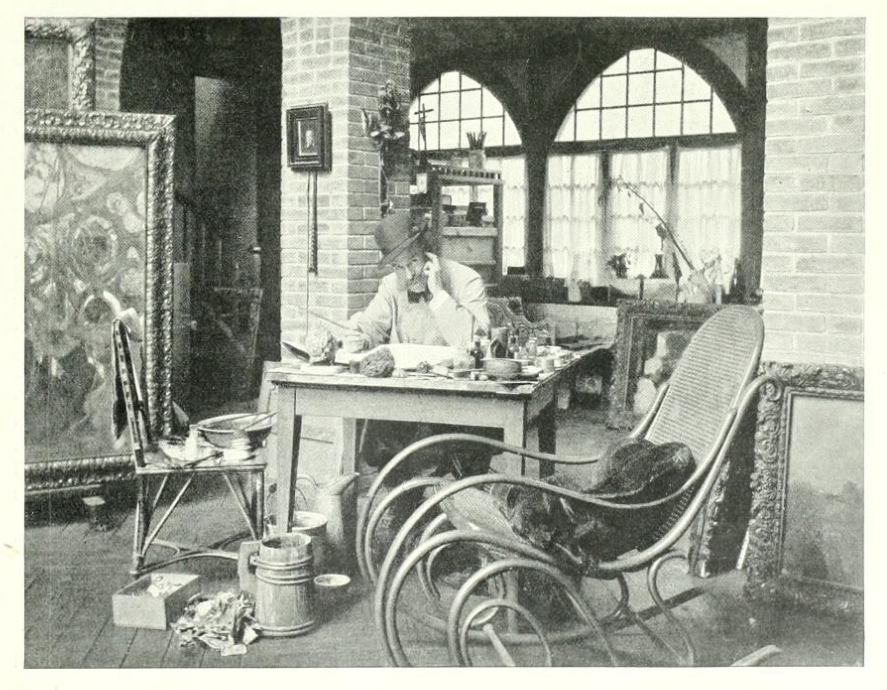
Gaston de La Touche dans son atelier de Saint-Cloud (vers 1899).

Né le 22 octobre 1854 à Saint-Cloud, dans une famille originaire de Normandie, il convainc ses parents de prendre des cours de dessin à partir de 1864 sous la direction de M. Paul, professeur de dessin, pour trois francs par mois. Ces cours sont définitivement interrompus par la guerre franco-prussienne de 1870 lorsque la famille trouve refuge en Normandie, à Champsecret, dans l'Orne.

### Les débuts
En 1875, il est reçu au Salon avec son Portrait d'Edmond Got, un médaillon en bas-relief de l'acteur et doyen de la Comédie-Française, et quelques eaux-fortes dans une veine naturaliste. Entre 1877 et 1879, il rencontre Edgar Degas, Édouard Manet, dont il fréquente l'atelier, Duranty et Marcellin Desboutin, qui se réunissent au café de la Nouvelle Athènes à Paris. Il y fait aussi la rencontre d'Émile Zola, qu'il admire et dont il illustre des nouvelles et des romans comme L'Assommoir.
À partir des années 1880, il peint des scènes intimistes dans le style hollandais du XVIIe siècle. Il expose sa toile La Dame du cinquième au Salon de 1881. En 1884, il produit une toile intitulée La légende du point d'Argentan, visible au musée d' Alençon.  En 1889, Gaston de La Touche peint Grève à Anzin, défilé d'ouvriers inspiré d'Émile Zola.

### Un nouveau style
Sur les conseils de son ami Félix Bracquemond, il intensifie les coloris de sa palette et puise ses sujets dans le sillage des Fêtes galantes d'Antoine Watteau et des scènes de genre de François Boucher. Ses paysages, ses portraits lumineux, à l'huile, au pastel ou à l'aquarelle, également influencés par Pierre Puvis de Chavannes, rencontrent un succès immédiat au Salon de la Société nationale des beaux-arts.
En 1891, Gaston de La Touche brûle des toiles dont il n'est pas satisfait. Il reçoit la commande de décorations de la mairie de Saint-Cloud et de la salle des fêtes du ministère de la Justice à Paris. En juin 1899, il rejoint la Société nouvelle de peintres et de sculpteurs, avec une première exposition collective à la galerie Georges Petit à Paris en mars 1900. En 1900, il participe à la décoration du restaurant le Train Bleu de la gare de Lyon à Paris. Il partage son activité entre son atelier du 31, rue Dailly, à Saint-Cloud et sa propriété de Champsecret dans l'Orne. Avec son épouse, Jacqueline, ils reçoivent beaucoup ; parmi les invités on compte Charles Gounod, Édouard Louis Dubufe, Édouard Detaille, Marcellin Desboutin, Paul-César Helleu, Jean-Louis Forain, Félix Bracquemond, Edmond Rostand et Louis Edmond Duranty.
Gaston de La Touche devient membre sociétaire du Salon des artistes français en 1883. Il est nommé chevalier de la Légion d'honneur en 1900 et promu officier du même ordre en 1909.
Gaston de La Touche meurt le 12 juillet 1913 à Paris (7e arrondissement).
Son épouse, Marie Henriette Jacqueline, née de Serre de Saint Roman (1855-1961), lui survit. L'une de leurs filles, Solange Chochon-Latouche (née en 1886), épouse en 1909 le capitaine d'infanterie Pierre René Crémière, dont descendance.

## Œuvre

### Affiches lithographiées
- 1895 : Chemins de fer de l'Ouest...Fête patronale.. . Saint-Cloud[11], impr. Chaix.
- 1895 : St Cloud. Fête patronale, grandes eaux, cascades lumineuses[12], impr. Chaix.

Œuvres de Gaston de La Touche
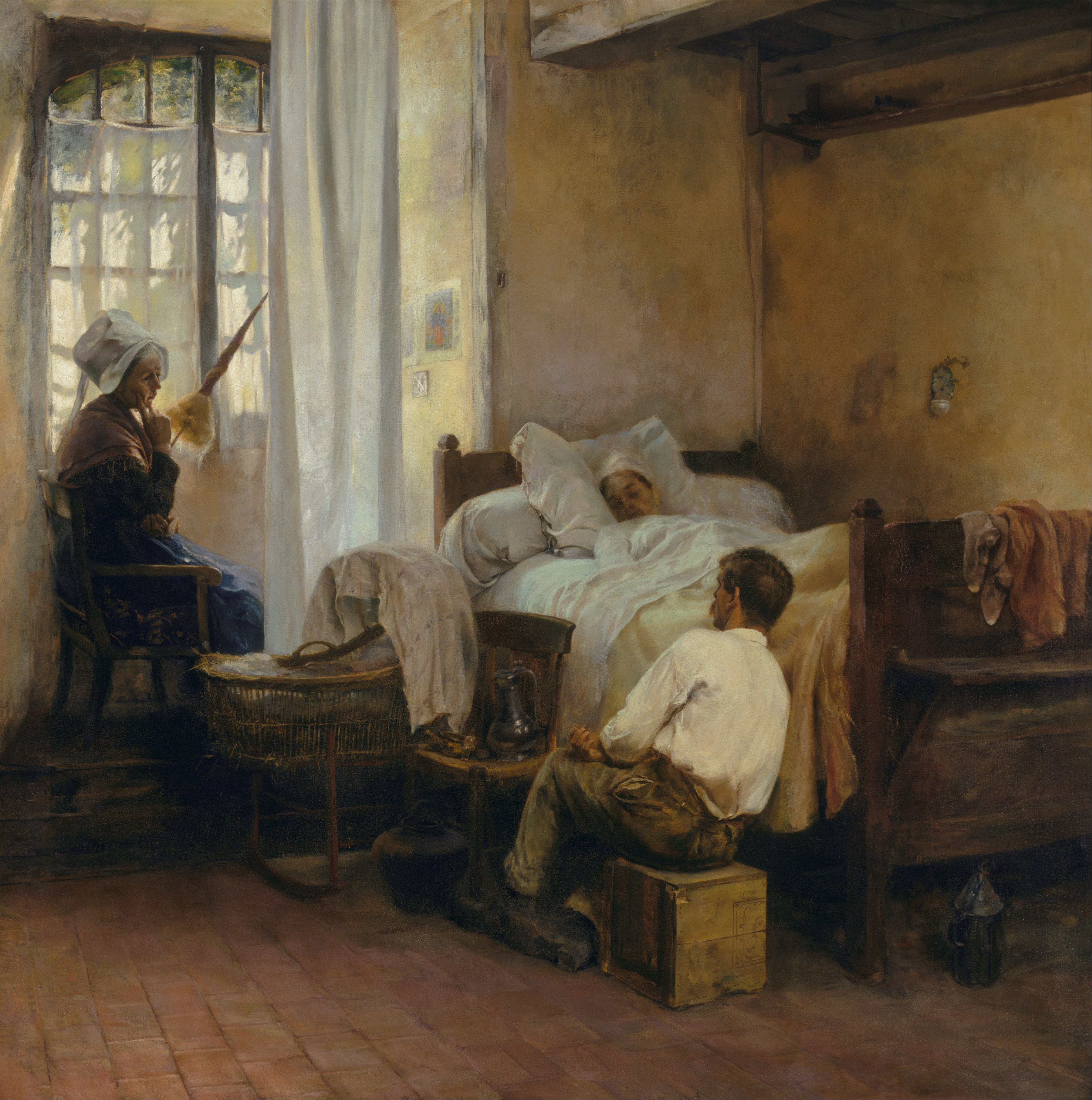
Le Nouveau-né (1883), huile sur toile, Sydney, Galerie d'art de Nouvelle-Galles du Sud.
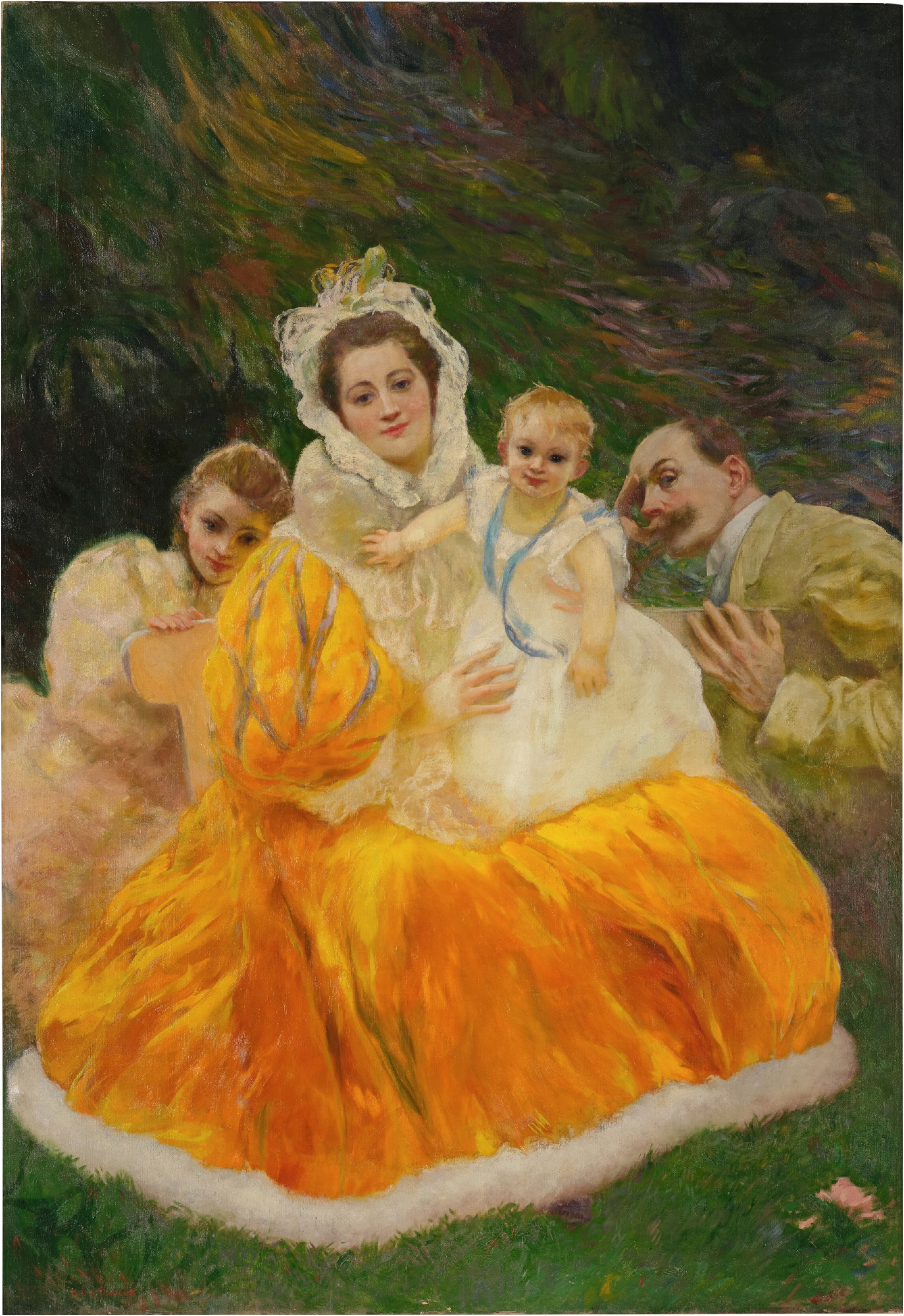
La Robe jaune (1896), autoportrait de l'artiste avec son épouse Jacqueline, leur fille Solange et leur fils Philippe, collection privée
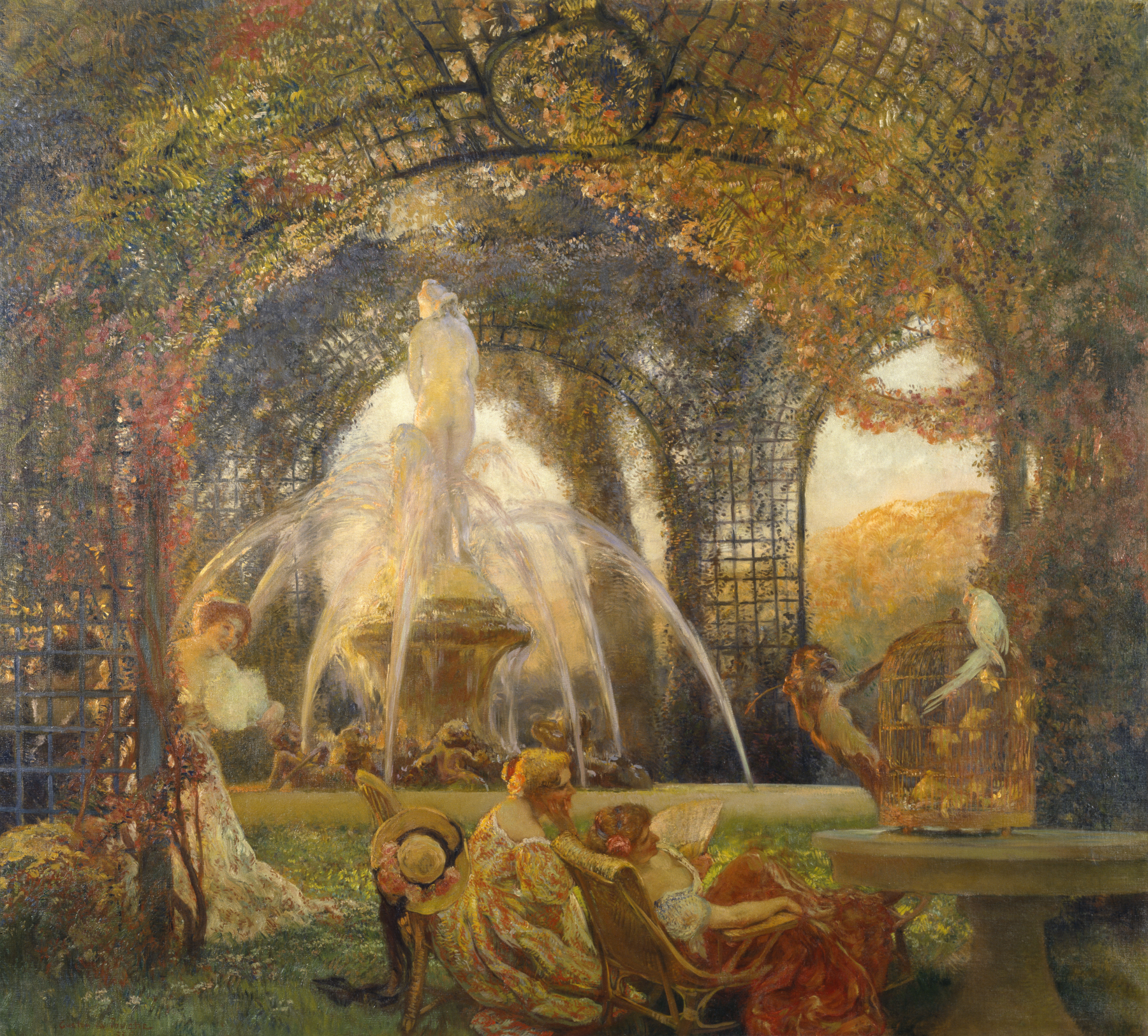
La Tonnelle (vers 1906), huile sur toile, Baltimore, Walters Art Museum.
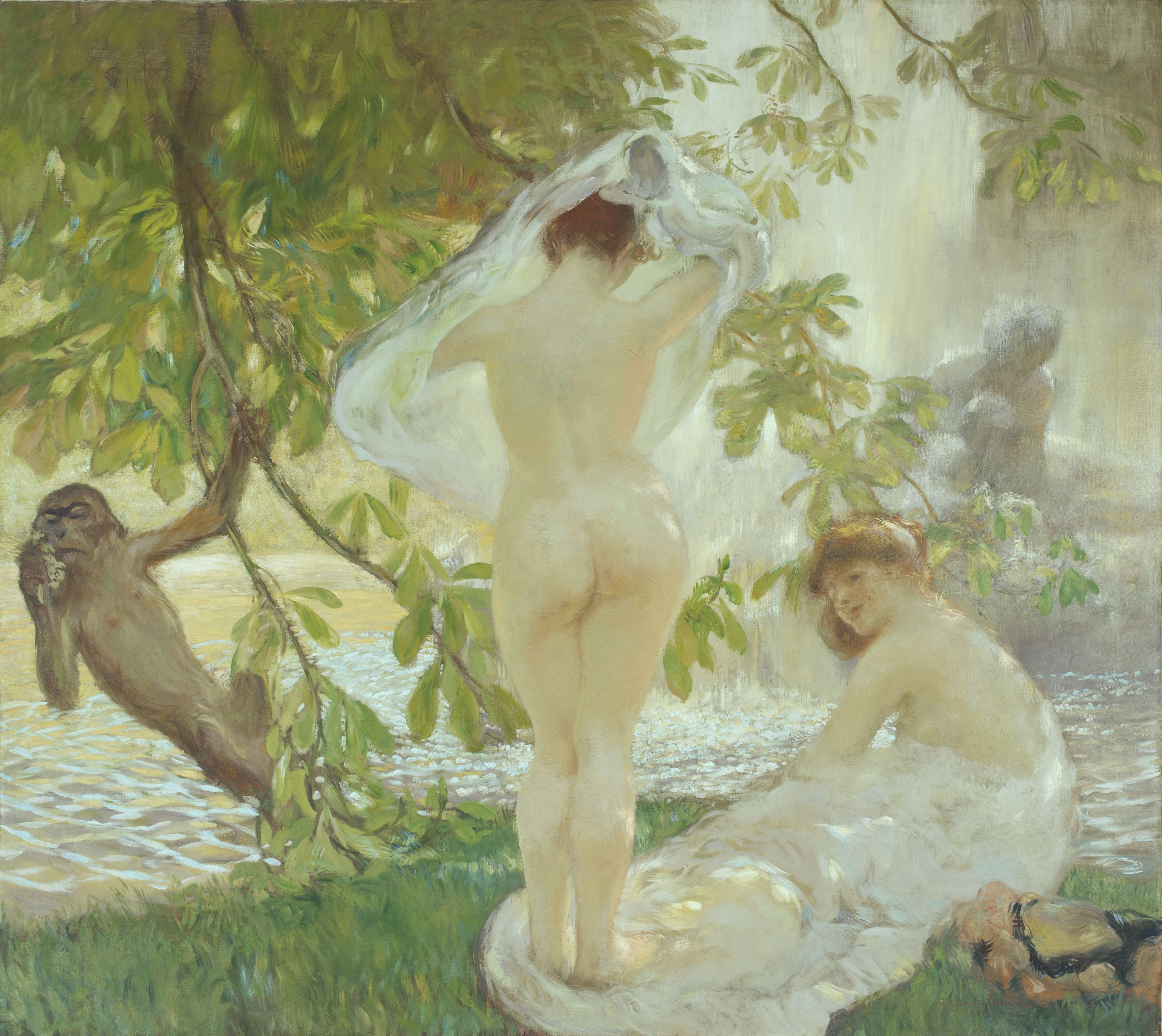
La Chemise enlevée (1913), huile sur toile, Paris, Petit Palais.

### Œuvres dans les collections publiques
- Australie
  - Sydney, Galerie d'art de Nouvelle-Galles du Sud : Le Nouveau-né, 1883, huile sur toile.

- États-Unis
  - Baltimore, Walters Art Museum : La Tonnelle, vers 1906, huile sur toile.
  - Chicago, Art Institute of Chicago : Pardon breton, 1896, huile sur toile.
  - Dayton, Dayton Art Institute : Dîner au casino, 1907, huile sur toile.
  - Indianapolis, musée d'Art d'Indianapolis : Jet d'eau aux Tuileries, 1908, huile sur toile.

- France
  - Alençon, musée des Beaux-Arts et de la Dentelle :
    - Nativité, ou L'Enfant divin reçoit la visite de personnages modernes, 1885, huile sur toile ;
    - La Légende du point d'Argentan, huile sur toile.

  - Beauvais, musée départemental de l'Oise : La Cathédrale de Chartres, avec un arc-en-ciel, 1899, huile sur toile.
  - Cambo-les-Bains, musée Edmond Rostand :
    - La Cible, 1912, huile sur toile ;
    - La Fête chez Thérèse, 1912, huile sur toile.

  - Flers, musée du château :
    - La Fête chez Thérèse, huile sur bois ;
    - La Cuisine de Florentin Loriot, huile sur toile ;
    - Souvenir de 1870, 1872, huile sur toile.

  - Paris :
    - Fonds municipal d'art contemporain de la Ville de Paris :  La Chemise enlevée, 1913, huile sur toile, 208 × 226 cm, acquis en 1919[13].
    - gare de Lyon, salle dorée du restaurant Le Train bleu : Antibes, 1900, huile sur toile.
    - ministère de l'Agriculture, salon ovale :
      - Le Désir de plaire, huile sur toile ;
      - La Bonté d'âme, huile sur toile ;
      - La Tendresse du Cœur, huile sur toile ;
      - L'Amour Maternel, huile sur toile.

    - musée d'Orsay :
      - Grand jet d'eau, 1854, pastel ;
      - Le Mariage de Riquet à la houppe, 1854, huile sur toile ;
      - Jalousie, 1854, huile sur toile ;
      - Bracquemond et son disciple, 1854, huile sur toile ;
      - Bracquemond et son disciple, 1854, huile sur toile.

    - palais de l'Élysée, salon du buffet diplomatique : Fête de nuit, 1906, huile sur toile.
    - palais du Luxembourg : Jet d'eau aux Tuileries, 1854, huile sur toile.
    - Petit Palais :
      - La Tentation de saint Antoine, huile sur toile ;
      - La Chemise enlevée, huile sur toile ;
      - Le Passage du gué, huile sur toile[14].

  - Reims, musée des Beaux-Arts : Jet d'eau dans l'ombre, vers 1900, pastel.
  - Saint-Cloud
    - hôtel de ville :
      - La Rentrée au port, 1897, huile sur toile ;
      - Les Quatre Saisons, l'Allégorie de la Paix, huile sur toile ;
      - L'Apothéose de Watteau, huile sur toile.

    - église Saint-Clodoald : La Descente de Croix, 1898, huile sur toile.
    - musée des Avelines[15] : 
      - Portrait de Joseph Cirasse dans son atelier, 1912, aquarelle ;
      - Watteau, 1917, eau-forte ;
      - Violoniste dans un intérieur, vers 1900, aquarelle ;
      - Portrait du sculpteur clodoaldien Joseph Cirasse, 1907, huile sur toile ;
      - Le Boulanger, 1899, huile sur toile ;
      - Primeur, 1899, huile sur toile ;
      - Vendangeur, 1899, huile sur toile ;
      - Fête patronale de Saint-Cloud, 1895, lithographie ;
      - Les Amoureux, 1893, pastel ;
      - Scène d'intérieur nocturne au sabre, fin XIXe -début XXe siècle, huile sur toile ;
      - Derrière le vitrail, huile sur toile ;
      - Les Cygnes, 1898, huile sur toile ;
      - Notre-Dame des Airs, avant 1913, huile sur toile ;
      - Le Souper des faunes, vers 1890, huile sur toile ;
      - La Pêche miraculeuse, 1897, huile sur toile.

  - Saint-Quentin, musée Antoine-Lécuyer : Le Souper, 1900, huile sur toile ;
  - Suresnes, musée d'histoire urbaine et sociale : Vue de Suresnes, 1886[16].

- Italie
  - Palerme, Galerie d'art moderne : La Vente Lelong, 1903-1907 env., huile sur toile.

- République tchèque
  - Prague, Galerie nationale : Le Souper, 1890, huile sur toile.

- Russie
  - Saint-Pétersbourg, musée de l'Ermitage :
    - Le Dernier souper, 1897, huile sur toile ;
    - Translation de la Sainte Relique, 1897, huile sur toile.

### Ouvrages illustrés
- Émile Zola, L'Assommoir, 1878.
- Paul Harel, Les voix de la glèbe, Alphonse Lemerre, 1895.
- Albert Samain, Aux flancs du Vase, édition Société des Amis des Livres, 1898 ; rééd. Société du livre d'art, 1906.
- Edmond Rostand, L'Aiglon, collectif d'illustrateurs, Paris, éd. Pierre Lafitte, 1910.
- Chansons de Saintonge, édité aux dépens de deux amateurs, Paris, 1911.
- Alfred de Musset, On ne badine pas avec l'amour, eaux-fortes originales en couleurs, Paris, Société du Livre d'Art - Imprimerie Nationale, 1913.
- Henri de Régnier, Poèmes, 10 compositions, édition aux dépens d'un amateur, J. Meynial, 1917.

### Salons
- Salon des artistes français
  - 1875 : Portrait de François Got, médaillon en bas-relief, et quelques eaux-fortes.
  - 1881 : La Dame du cinquième.
  - 1882 : L'Enterrement d'un enfant en Normandie.
  - 1884 : Un vœu et un autre, médaille de 3e classe.
  - 1888 : L'Accouchée, médaille de 2e classe.
- Salon de la Société nationale des beaux-arts
  - 1890 : Phlox.
  - 1896 : panneau décoratif sur lequel figure sa femme et son fils.
- Autres salons
  - 1906 : Salon de la peinture à l'eau.
  - 1910 : Salon Les Arts, quatre panneaux décoratifs pour le ministère de la Justice, conservés à Paris au palais du Luxembourg.

### Autres expositions
- Paris, Exposition universelle de 1889, médaille d'argent.
- 1899, Biennale de Venise.
- Paris, Exposition universelle de 1900, médaille d'or.
- 1908, Paris, galerie Georges Petit, exposition rétrospective de plus de 300 de ses œuvres.
- 1909, La Haye (Pays-Bas), galerie Boussod et Valadon.
- Du 16 octobre 2014 au 1er mars 2015, Saint-Cloud, musée des Avelines, « Gaston La Touche (1854-1913), les fantaisies d'un peintre de la Belle Époque ».